# Константинович Митрофан Олександрович
Константинович Митрофан Олександрович (*10 червня 1841 — † 21 червня 1897, с. Старогородка, Остерського повіту Чернігівської губ.) — український громадський діяч, археолог. Статський радник.

## Науково-громадська діяльність
Член Старої громади, Південно-західного відділу Російського географічного товариства (1873–1876), учасник III Археологічного з'їзду (прочитав доповідь «Про кургани Чернігівського повіту»).
Вивчав пам'ятки Чернігівської губернії.
У 1896 р. опублікував в журналі «Київська старовина» статтю «Развалины Юрьевской божницы в с. Старогородке».

## Праці
- (рос.)Константинович М., Развалины Юрьевской божницы в с. Старогородке. — Киевская старина. — К., 1896. — № 11. — С.129-139.